# Jacques Hervé de Kerohant
Pour les articles homonymes, voir Hervé.
Jacques Hervé de Kerohant, né à Saint-Denis (La Réunion) le 7 avril 1847 et mort à Santenay (Côte-d'Or) le 6 avril 1932, est un haut fonctionnaire et journaliste royaliste français. Il est le frère cadet de l'académicien Édouard Hervé.

## Biographie
Fils de Jacques-François-Mathias Hervé, professeur de mathématiques au collège royal de Saint-Denis, Jean-Jacques-Ꝃohant Hervé est né au domicile parental de la rue du Conseil, le 7 avril 1847. Sur son acte de naissance, le « Ker » breton de son troisième prénom, qui se transcrit sans accent, s'écrit par un « Ꝃ ». Jacques se servira plus tard de ce troisième prénom pour se distinguer de son frère aîné, en l'ajoutant, précédé d'une particule d'apparence nobiliaire, à son patronyme.
Sous la présidence du maréchal de Mac Mahon, Hervé de Kerohant occupe les fonctions de sous-préfet dans les arrondissements de Parthenay (1873-1875), de Mayenne (1875-1877), de Saint-Nazaire (1877) et d'Argentan (1877-1879). Maintenu en raison de ses opinions royalistes lors de la crise du 16 mai 1877, il quitte par conséquent la carrière administrative après avoir demandé sa mise en disponibilité au lendemain du remplacement de Mac Mahon par le républicain Jules Grévy.
Il peut dès lors se consacrer au journalisme, en collaborant au quotidien royaliste dirigé par son frère, Le Soleil. Il y rédige surtout des articles consacrés aux relations internationales et apparaît comme l'un des gérants dès 1882. Rédacteur en chef du supplément dominical du journal, le Soleil du dimanche (1889), puis du quotidien lui-même (vers 1894), il en devient le directeur politique après la mort de son frère (janvier 1899). Il collabore également au Correspondant et dirige le Messager de Paris.
Antidreyfusard à l'instar de la plupart des royalistes, Hervé de Kerohant change d'opinion à la fin de l'été 1898, lorsque la vérité éclate au sujet du faux document forgé par le colonel Henry. Le rédacteur en chef du Soleil prend notamment la défense du colonel Picquart, rejeté par l'armée depuis sa découverte de l'innocence de Dreyfus. Le 30 novembre ou le 1er décembre, il écrit ainsi à son confrère du Rappel, Lucien Victor-Meunier, une lettre dans laquelle il s'associe aux protestations contre les poursuites à l'encontre de Picquart. Cependant, en tant que catholique, il réprouve l'anticléricalisme latent au sein d'organisations dreyfusardes telles que la Ligue des droits de l'homme. Tenté par les mots d'ordre d'apaisement et de conciliation initialement exprimés par la Ligue de la patrie française (bien avant que celle-ci ne devienne un véritable parti antidreyfusard), il voit son adhésion refusée au prétexte que le Soleil a dévoilé trop tôt le manifeste de cette nouvelle formation. Il rejoint par conséquent le « Comité catholique pour la défense du droit » présidé par Paul Viollet, qui milite pour la justice et la vérité sans céder aux intolérances religieuses et aux excès de langage manifestés au sein de chaque camp.
Bien que modérées, les prises de position dreyfusardes d'Hervé de Kerohant sont désavouées par le duc d'Orléans par l'intermédiaire d'André Buffet. Elles choquent également une partie du lectorat du Soleil : le journal perd en effet 2000 abonnés et doit réduire son tirage, passant de 40 000 à 25 000 exemplaires. Finalement, en novembre 1899, Hervé de Kerohant quitte le quotidien, qui est dès lors repris en main par des antidreyfusards. Ambroise Rendu le remplace à la direction du journal.
Retiré à Santenay-les-Bains, Jacques Hervé de Kerohant y meurt à la veille de son 84e anniversaire, le 6 avril 1932.